# Liotryphon dentatus
Liotryphon dentatus là một loài tò vò trong họ Ichneumonidae.